# La Louve solitaire

La Louve solitaire est un film franco-italien réalisé par Édouard Logereau, sorti en 1968.

## Synopsis
Ancienne trapéziste employée dans une agence immobilière, Françoise - « la louve » - effectue au cours de la nuit des cambriolages dont les victimes sont les propriétaires de villas qu'elle a vendues. Elle tombe dans un piège tendu par l'inspecteur Durieux : ce dernier va l'utiliser afin de démanteler un réseau de trafic de drogue.

## Fiche technique
- Titre : La Louve solitaire
- Réalisateur : Édouard Logereau, assisté de Jean-Louis van Belle
- Scénario : d'après le roman d'Albert Sainte-Aube
- Dialogues : Marcel Jullian
- Photographie : Roland Pontoizeau  eastmancolor
- Son : Raymond Gauguier
- Montage : Jacqueline Thiédot
- Musique : Francis Lai
- Bagarres réglées par Claude Carliez et son équipe
- Décors : René Renoux
- Directeur de production : Jean-Paul Guibert
- Sociétés de production : Intermondia Films (Paris) - Les Films Corona - Selenia Cinematografica (Rome)
- Tournage : du 21 août au 29 septembre 1967
- Pays :  France  Italie
- Durée : 90 minutes
- Date de sortie : 
  - France : 9 février 1968

## Distribution
- Danièle Gaubert : Françoise (doublée par la trapéziste Gipsy Bouglione (créditée au générique)
- Michel Duchaussoy : Bruno
- Julien Guiomar : l'inspecteur Durieux
- Maurice Teynac : Stanmore
- Sacha Pitoëff  : Saratoga
- Jacques Brunet  : Hans
- François Maistre : Davenport
- Serge Merlin : Sylvio
- Albert Simono : Evrard
- Jacqueline Staup : Mélissa
- Carole Lebel : Olga